# 중랑천로
중랑천로는 새주소사업이전 중랑천길은 장안교 남단을 기점으로 하고 중랑천을 따라 면목제2동을 남북 및 동서로 지나 동일로와 교차하는 폭 20~25m, 길이 4,030m의 지선도로였다. 중랑천길은 1984년 11월 7일 가로명 제정 때에 처음 제정된 신설도로로 중랑천 뚝밑을 지나는 도로이기 때문에 하천명을 인용한 것이다. 중랑천은 일명 중랑개, 한천이라고 하며 경기도 양주에서 시작하여 의정부시를 거쳐 상계ㆍ면목ㆍ중곡동을 지나 살곶이다리에서 청계천과 합류하여 한강에 들어선다. 2007년 「도로명주소법」이 제정·시행됨에 따라 2008년 새주소 정비사업을 거쳐 2010년 6월 10일 「도로명주소법 시행령」제21조 제1항의 규정에 의거 중랑구 면목동1031-41에서 중랑구 묵동233-1 구간이 “중랑천로“ 로 결정되어 고시되었다.(중랑구 고시 제2010-18호)